# Fredrik Bagge (1676–1762)
Fredrik Bagge, född 17 mars 1676 i Marstrand, död 26 juni 1762 i Stora Åby socken, Östergötlands län, Han var en svensk präst, kyrkoherde och kontraktsprost.

## Biografi
Fredrik Bagge föddes 17 mars 1676 i Marstrand. Han var son till kyrkoherden Fredrik Bagge och Elisabet Wandelin. Bagge blev 1690 student vid Uppsala universitet. Under flera år studerande han vid utländska universitet, såsom Oxfords universitet. 1698 prästvigdes Bagge. 1702 blev han kyrkoherde i Skee församling. 1771 blev han tillfångatagen av en strövkår från Norge och sattes i Fredriksten fästning. 1717 blev han kyrkoherde i Stora Åby församling och kontraktsprost i Lysings kontrakt. Bagge avled 26 juni 1762 i Stora Åby.
Under Stora Åby kyrkas sakristia finns ett gravkor för honom och hans familj.

## Familj
Bagge gifte sig första gången 1700 med Catharina Barth (död 1705). Hon var dotter till en köpman i Marstrand. De fick tillsammans barnen Elisabet (född 1701), Fredrika (1703-1786) och Gertrud (född 1705).
Han gifte sig andra gången 1705 med Sofia Elisabet Brunn (1688-1738). Hon var dotter till kyrkoherden Claudius Torgeri Brunn och Maria Aretander. De fick tillsammans barnen Benjamin (1706-1777), Catharina Beata (1711-1757), Maria (1713-1796),  Sara Greta, Florentina (1718-1772),  Magdalena (1720-1788), Hedvig Sofia (1723-1805), Emanuel (1727-1749) och Carl Fredrik (1729-1770).
Bagge gifte sig tredje gången 11 november 1746 med Anna Dorothea Liedberg (1702-1753).